# Liste der Mitglieder der Deutschen Akademie der Naturforscher Leopoldina/1960
Die Liste der Mitglieder der Deutschen Akademie der Naturforscher Leopoldina für 1960 listet alle Personen, die im Jahr 1960 zum Mitglied berufen wurden. Insgesamt gab es 52 neu gewählte Mitglieder.

## Neu gewählte Mitglieder
| Nr. 1 | Name                                 | Beiname 1 | Geboren       | Aufnahme 1 | Gestorben     | Sektion                                              | Bild | Datenbank                       |
| ----- | ------------------------------------ | --------- | ------------- | ---------- | ------------- | ---------------------------------------------------- | --- | ------------------------------- |
|       | Franz Altmann                        |           | 1901          |            | 1968          | Oto-Rhino-Laryngologie                               | | Franz Altmann                   |
|       | Nikolai Nikolajewitsch Anitschkow    |           | 3. Nov. 1885  |            | 7. Dez. 1964  | Pathologie                                           | | Nikolaj N. Anickov              |
|       | Tassilo Antoine                      |           | 1895          |            | 1980          | Geburtshilfe und Gynäkologie                         | | Tassilo Antoine                 |
|       | Emil Artin                           |           | 3. März 1898  |            | 20. Dez. 1962 | Mathematik                                           | Emil Artin | Emil Artin                      |
|       | Werner Bickenbach                    |           | 14. Apr. 1900 |            | 15. Juli 1974 | Geburtshilfe und Gynäkologie                         | Grab von Werner Bickenbach | Werner Bickenbach               |
|       | Leo Brauner                          |           | 16. Mai 1898  |            | 1. Jan. 1974  | Botanik                                              | | Leo Brauner                     |
|       | Günter Bruns                         |           | 3. Feb. 1914  |            | 28. Aug. 2003 | Pathologie und Rechtsmedizin                         | | Günter Bruns                    |
|       | Wolfgang Buchheim                    |           | 18. Okt. 1909 |            | 2. Jan. 1995  | Geophysik und Meteorologie                           | | Wolfgang Buchheim               |
|       | Horst Böhme                          |           | 30. Mai 1908  |            | 27. Juli 1996 | Chemie                                               | Horst Böhme | Horst Böhme                     |
|       | Hermann Chiari                       |           | 1897          |            | 1969          | Pathologie                                           | | Hermann Chiari                  |
|       | Walter Dick                          |           | 1. Juni 1899  |            | 10. Sep. 1990 | Chirurgie                                            | | Walter Dick                     |
|       | Theodosius Dobzhansky                |           | 24. Jan. 1900 |            | 18. Dez. 1975 | Zoologie                                             | | Theodosius Dobzhansky           |
|       | Alfred Ehmert                        |           | 6. März 1910  |            | 13. Feb. 1971 | Geophysik und Meteorologie                           | | Alfred Ehmert                   |
|       | William Ehrich                       |           | 1900          |            | 1967          | Pathologie                                           | | William Ehrich                  |
|       | Harry Julius Emeléus                 |           | 22. Juni 1903 |            | 2. Dez. 1993  | Chemie                                               | | Harry Emeléus                   |
|       | Ronald Aylmer Fisher                 |           | 17. Feb. 1890 |            | 29. Juli 1962 | Molekularbiologie und Genetik                        | Ronald Aylmer Fisher | Sir Ronald Fisher               |
|       | Åke Gustafsson                       |           | 8. Apr. 1908  |            | 14. Nov. 1988 | Botanik                                              | | Åke Gustafsson                  |
|       | Julius Hallervorden                  |           | 21. Okt. 1882 |            | 29. Mai 1965  | Psychiatrie, Med. Psychologie und Neurologie         | Julius Hallervorden | Julius Hallervorden             |
|       | Edith Heischkel-Artelt               |           | 13. Feb. 1906 |            | 1. Aug. 1987  | Wissenschafts- und Medizingeschichte                 | | Edith Heischkel-Artelt          |
|       | Johannes Holtfreter                  |           | 9. Jan. 1901  |            | 13. Nov. 1992 | Zoologie                                             | | Johannes Holtfreter             |
|       | Gunnar Hägg                          |           | 14. Dez. 1903 |            | 28. Mai 1986  | Chemie                                               | | Gunnar Hägg                     |
|       | Leonard B. W. Jongkees               |           | 5. Juni 1912  |            | 5. Sep. 2002  | Ophthalmologie, Oto-Rhino-Laryngologie, Stomatologie | | Leonard B. W. Jongkees          |
|       | Wiktor Kemula                        |           | 6. Nov. 1902  |            | 17. Okt. 1985 | Chemie                                               | Wiktor Kemula im Kreis seiner Mitarbeiter | Wiktor Kemula                   |
|       | Hitoshi Kihara                       |           | 21. Okt. 1893 |            | 27. Juli 1986 | Botanik                                              | Hitoshi Kihara | Hitoshi Kihara                  |
|       | Albert Kolb                          |           | 13. Okt. 1906 |            | 14. Sep. 1990 | Geographie                                           | | Albert Kolb                     |
|       | Theo Koller                          |           | 13. Okt. 1899 |            | 14. Sep. 1990 | Geburtshilfe und Gynäkologie                         | | Theo Koller                     |
|       | Hans Kopfermann                      |           | 26. Apr. 1895 |            | 28. Jan. 1963 | Physik                                               | Hans Kopfermann | Hans Kopfermann                 |
|       | Fritz Laves                          |           | 27. Feb. 1906 |            | 12. Aug. 1978 | Mineralogie, Kristallographie und Petrologie         | | Fritz-Henning Laves             |
|       | Kurt Lindemann                       |           | 31. Juli 1901 |            | 9. Apr. 1966  | Orthopädie                                           | | Kurt Lindemann                  |
|       | Nikolaos Louros                      |           | 1898          |            | 1986          | Geburtshilfe und Gynäkologie                         | | Nikolaos Louros                 |
|       | Rudolf Mansfeld                      |           | 17. Jan. 1901 |            | 30. Nov.      | Botanik                                              | | Rudolf Mansfeld                 |
|       | Robert Mertens                       |           | 1. Dez. 1894  |            | 23. Aug. 1975 | Zoologie                                             | | Robert Mertens                  |
|       | Subodh Mitra                         |           | 1896          |            | 1961          | Geburtshilfe und Gynäkologie                         | | Subodh Mitra                    |
|       | Richard Mittermaier                  |           | 1897          |            | 1963          | Oto-Rhino-Laryngologie                               | | Richard Mittermaier             |
|       | Hermann Joseph Muller                |           | 21. Dez. 1890 |            | 5. Apr. 1967  | Zoologie                                             | Gedenktafel für Hermann Joseph Muller in Berlin | Hermann Joseph Muller           |
|       | Karl Myrbäck                         |           | 1905          |            | 1985          | Chemie                                               | | Karl Myrbäck                    |
|       | Linus Pauling                        |           | 28. Feb. 1901 |            | 19. Aug. 1994 | Chemie                                               | Linus Pauling | Linus Pauling                   |
|       | Friedrich Pauwels                    |           | 23. Mai 1885  |            | 19. Jan. 1980 | Orthopädie                                           | | Friedrich Pauwels               |
|       | Toppur Seethapathy Sadasivan         |           | 1913          |            | 2001          | Organismische Biologie                               | | Toppur S. Sadasivan             |
|       | Igor Rostislawowitsch Schafarewitsch |           | 3. Juni 1923  |            | 19. Feb. 2017 | Mathematik                                           | Igor Rostislawowitsch Schafarewitsch | Igor Rostislawowitsch Safarevic |
|       | Iwan Iwanowitsch Schmalhausen        |           | 23. Apr. 1884 |            | 7. Okt. 1963  | Zoologie                                             | | Ivan Schmalhausen               |
|       | Gerhard Schubert                     |           | 5. Jan. 1907  |            | 18. Feb. 1964 | Geburtshilfe und Gynäkologie                         | Grab von Gerhard Schubert | Gerhard Schubert                |
|       | Horst Schwalm                        |           | 1904          |            | 1977          | Geburtshilfe und Gynäkologie                         | | Horst Schwalm                   |
|       | Hugo Spatz                           |           | 2. Sep. 1888  |            | 27. Jan. 1969 | Psychiatrie, Med. Psychologie und Neurologie         | Walther Spielmeyer und sein Team. Stehend (v. l. n. r.): Eversbusch, Julius Hallervorden, Quast, Oskar Gagel, Kutter, Yushi Uchimura, Yushi Funakawa, Metz, Deisler. Sitzend: Adele Grombach, Gamper, Eduard Gamper, Spielmeyer, Hugo Spatz, unbekannt, unbekannt | Hugo Spatz                      |
|       | Joseph Straub                        |           | 31. März 1911 |            | 21. Juni 1987 | Botanik                                              | | Joseph Straub                   |
|       | Kenneth V. Thimann                   |           | 5. Aug. 1904  |            | 15. Jan. 1997 | Botanik                                              | | Kenneth V. Thimann              |
|       | Tadeusz Urbański                     |           | 26. Okt. 1901 |            | 29. Mai 1984  | Chemie                                               | | Tadeusz Urbanski                |
|       | K. Venkataraman                      |           | 7. Juni 1901  |            | 12. Mai 1981  | Chemie                                               | | Krishnasami Venkataraman        |
|       | Andreas Werthemann                   |           | 1897          |            | 1974          | Pathologie                                           | | Andreas Werthemann              |
|       | Vincent Wigglesworth                 |           | 17. Apr. 1899 |            | 11. Feb. 1994 | Zoologie                                             | Vincent Wigglesworth | Sir Vincent Brian Wigglesworth  |
|       | Bartel Leendert van der Waerden      |           | 2. Feb. 1903  |            | 12. Jan. 1996 | Mathematik                                           | Bartel Leendert van der Waerdenh | Bartel L. van der Waerden       |
|       | George de Hevesy                     |           | 1. Aug. 1885  |            | 5. Juli 1966  | Chemie                                               | George de Hevesy | Georg von Hevesy                |